# Juan Prim

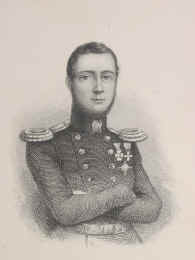
General Juan Prim i Prats

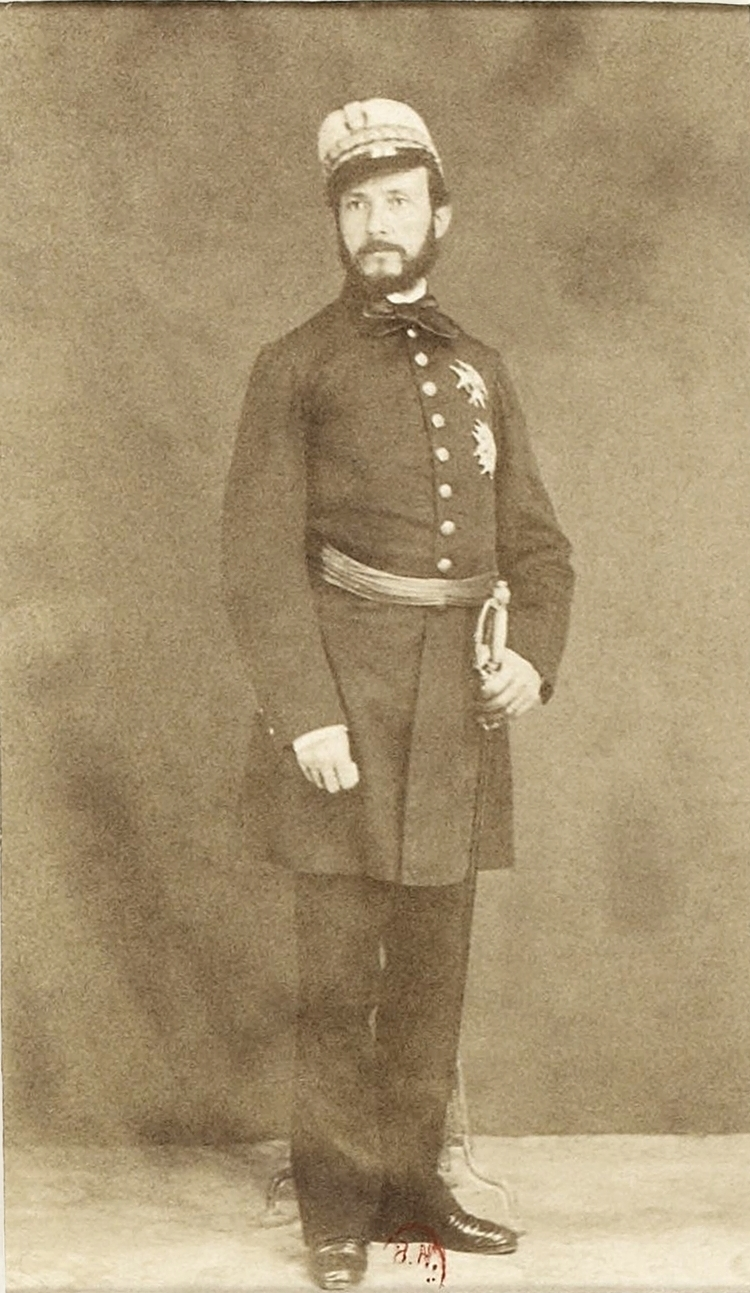
Juan Prim

Juan Prim y Prats, auf Katalanisch Joan Prim i Prats (* 6. Dezember 1814 in Reus, Spanien; † 30. Dezember 1870 in Madrid), war ein spanischer General und Politiker sowie Ministerpräsident von Spanien.

## Leben

### Herkunft und Werdegang bis 1840
Prims Vater Pablo war Oberstleutnant der spanischen Armee und übernahm nach seinem Rückzug aus dem Militärleben das Notariat, das Prims Großvater in Reus geführt hatte.
Juan Prim schloss sich nach seiner Schulausbildung mit 19 Jahren beim Beginn des Ersten Carlistenkrieges 1834 einem Freikorps namens Tiradores de Isabella II. (‚Schützen Isabellas II.‘) an. Diese Freikorps unterstützten das reguläre Heer beim Kampf für Maria Christina von Sizilien, die Witwe Ferdinands VII., die als Regentin die Herrschaft für ihre Tochter Isabella II. beanspruchte.
In den folgenden sieben Bürgerkriegsjahren stieg er in den auf der Seite der Regentin Maria Christina kämpfenden Truppen infolge einer Reihe mutiger und siegreicher Militäraktionen, bei denen er mehrmals verletzt und seine Pferde getötet wurden, Stufe für Stufe auf: Nach der Einnahme von Sant Pere de Vilamajor durch eine von ihm geführte Kompanie gegen zahlenmäßig überlegene karlistische Truppen und weiteren siegreichen Aktionen wurde er zum Hauptmann ernannt. Nach der Einnahme von Sant Miquel de Taradella wurde ihm das Kreuz des Heiligen Ferdinand Erster Klasse verliehen. Diese Auszeichnung erhielt er in der Folgezeit erneut, neben der Beförderung zum Oberst. Mit 26 Jahren galt er seinen Anhängern als Symbolfigur für Mut und militärischen Erfolg.

### Regierung Esparteros (1840–1844)

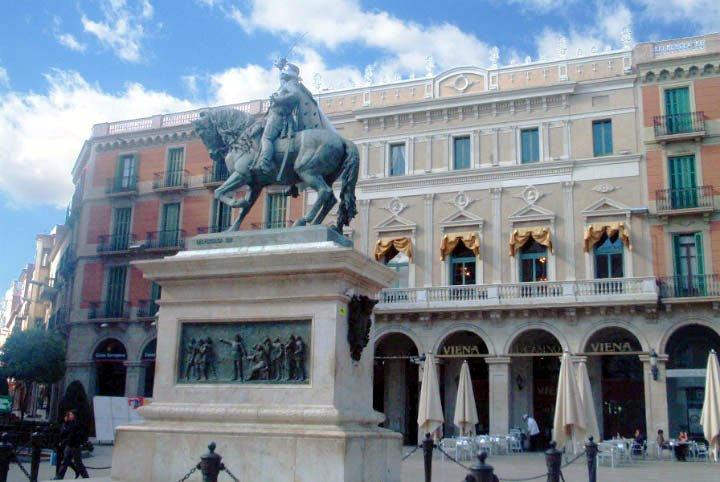
Reiterstandbild Prims in Reus

Nach dem liberalen Putsch von La Granja (1840) vertiefte sich der Riss zwischen den Moderados und den Progressisten, die von Calatrava und Mendizábal geführt wurden und mit Espartero den neuen Regenten stellten. Als Prim 1841 für die Provinz Tarragona in das spanische Parlament gewählt wurde, schloss er sich den Progressisten an.
Für Prim als Mitglied einer Freiwilligeneinheit bestand die Gefahr der Nichtanerkennung seiner militärischen Ränge nach der Demobilisierung der Freikorps des Karlistenkriegs. Im Gegensatz zu den meisten seiner Mitkämpfer wurde Prim jedoch aufgrund seines hohen Prestiges als Oberst in das offizielle Heer übernommen. Darüber hinaus ernannte Espartero ihn zum Unterinspekteur der Karabiner in Andalusien. Als solcher konnte Prim verhindern, dass konservative Führer unter Ramón Narváez, die die Regentschaft an Maria Cristina zurückgeben wollten, über Gibraltar nach Spanien zurückkehren konnten.
Dennoch überwarf sich Prim mit Espartero und beschuldigte ihn, durch seine freihändlerische Handelspolitik britischen Textilien zu große Importfreiheiten zu gewähren, um die nicht wettbewerbsfähige katalanische Textilindustrie zu schädigen und so Katalonien stärker der Zentralgewalt unterordnen zu können. Die Entfremdung beider Politiker manifestierte sich bei der Niederschlagung der 1843 ausgebrochenen Erhebung in Barcelona vor dem Hintergrund der durch Esparteros Handelspolitik verschlechterten wirtschaftlichen Lage vieler Unternehmen. Prim wirkte zunächst an ihrer Bekämpfung mit. Nach der harten Niederschlagung des Aufstandes durch die Bombardierung der Stadt vom Montjuïc aus, die Espartero unternommen hatte, gehörte er jedoch zu den Kritikern der Politik Esparteros.
Bald begannen in Madrid politische Intrigen und darauf 1843 in Málaga, Granada und Almería militärische Aufstände gegen Espartero. Prim und Lorenzo Milans del Bosch zettelten gleichzeitig in Reus einen Aufstand gegen Espartero an. Barcelona schloss sich dem Aufstand an und kurz darauf ganz Katalonien. Zur Niederschlagung des Aufstandes zog General Martín Zurbano von Barcelona gegen Tarragona und von dort nach Reus. Unter Protesten der Bürger seiner Heimatstadt, die sich ohne Verteidigung Zurbano schutzlos ausgeliefert sahen, zog Prim nach Barcelona, um einen blutigen Einfall Zurbanos, der ihm den freien Abzug ermöglichte, in Reus zu vermeiden. Prim traf sich dort mit einem Vertreter einer Pariser Geheimgesellschaft exilierter Militärs unter der Führung von O’Donnell und Narváez und verbot den konservativen Generälen, über Barcelona einzureisen, damit sie nicht vor ihm in Madrid einträfen. Diese Generäle marschierten daraufhin über Valencia nach Madrid, wo sie vor Prim eintrafen. Espartero wurde ohne große Gegenwehr gestürzt und floh nach England, während der einen Tag vor Prim in Madrid eingetroffene Narváez die Regierungsgewalt übernahm. Isabella II. wurde mit 13 Jahren für volljährig erklärt und als Königin und Regentin proklamiert. Unter Narváez begann die Dekade der sogenannten Moderados (dt. Die Gemäßigten) in der Regierungsverantwortung.

### Während der Ära der Moderados (1843–1854)
Prim wurde zunächst von der neuen Regierung bzw. ihrem Kriegsminister Serrano zum Gouverneur und Generalkommandanten von Barcelona ernannt, um dort eine radikal-revolutionären Erhebung (die Jamancia) zu bekämpfen. Als Auszeichnung für deren Niederschlagung und die Befriedung der Stadt wurde Prim zum Grafen von Reus und Vicomte (Vizconde) del Bruch ernannt, mit Vererbbarkeit des Titels.
Prim kehrte darauf nach Madrid zurück und wurde von der Regierung zum Militärkommandanten von Ceuta ernannt. Diesen Posten lehnte er jedoch ab, zog sich aus dem Staatsdienst zurück und verließ Spanien. Bei seiner Rückkehr im Oktober 1844 wurde er angeklagt, weil er angeblich eine Verschwörung und einen Mordversuch gegen Narváez unternommen haben sollte. Er wurde zu sechsjähriger Festungshaft verurteilt, doch bereits 1845 begnadigt. Prim zog sich erneut ins Ausland zurück.
Nach dem Rücktritt Narváez’ ernannte ihn der amtierende Kriegsminister einer der in kurzer Zeit einander nachfolgenden Regierungen (unter Florencio García Goyena), Fernando Fernández de Córdova, ein Freund Prims, 1847 zum Generalkapitän der Insel Puerto Rico. Durch seine harte Politik war Prim auf Puerto Rico nicht besonders beliebt, unter anderem ließ er den Guerillakämpfer El Águila erschießen, nachdem dieser nach seiner ersten Befreiung sein Unterwerfungsgelübde gebrochen und Prims Pferd gestohlen hatte. Prim schlug darüber hinaus einen Aufstand in Santa Cruz und auf der dänischen Antilleninsel Saint Thomas nieder. Für letztere Aktion erhielt er den Dannebrog-Orden. Dennoch wurde er bereits 1848 abberufen.
Prim präsentierte sich daraufhin als Kandidat für das spanische Parlament in verschiedenen katalanischen Wahlbezirken und wurde als Abgeordneter für Vic gewählt. Seitdem wirkte er als einer der progressivsten und damit für die moderate Regierung unbequemsten Anführer in der Deputiertenkammer. Als Prim sich nach der Auflösung des Parlaments bei den Neuwahlen von 1851 erneut als Kandidat für Vic aufstellen ließ, ernannte ihn die Regierung erneut zum Generalkapitän von Puerto Rico, um Prims Wahl zu verhindern. Prim akzeptierte das Amt und trat von seiner Kandidatur zurück. Als nach der Wahl seine Berufung annulliert wurde, stand Prim ohne Amt und Funktion dar. Ein progressistischer Abgeordneter, der in zwei Wahlbezirken gewonnen hatte, bot Prim daraufhin einen seiner Sitze, den er in Barcelona erhalten hatte, an. Prim, der seit der Niederschlagung des Jamancia-Aufstandes in Barcelona nicht besonders beliebt war, warb für sich, indem er versprach, zum entschiedensten Verfechter bürgerlicher Freiheiten und der Interessen Kataloniens zu werden, und wurde gewählt.
Die Regierung Bravo Murillo löste 1852 die Cortes erneut auf und regierte per Dekret. Um einem Putsch vorzubeugen, wurde Prim nach Frankreich ausgewiesen. Obwohl er erst fünf Tage vor den neu einberufenen Wahlen nach Spanien zurückkehren durfte, wurde Prim erneut für Barcelona in das Parlament gewählt und nahm wiederum seine Rolle als Oppositionsführer wahr. Nach der erneuten Auflösung des Parlaments begab sich Prim wiederum nach Frankreich. Als der Krimkrieg begann, bat Prim Ende 1853 um seine Entsendung als spanischer Militärkommissar in die Türkei. Dies wurde ihm gewährt. Er nahm an den Militäroperationen der Donauarmee gegen Russland teil und war unter anderem strategischer Berater der Artillerie beim Angriff auf die Insel Totorkan. Der Sultan verlieh ihm den Medjidie-Orden und den Ehrensäbel. 1854 erreichte ihn die Nachricht vom Sturz der Regierung der Moderados in Spanien und er kehrte eilig in sein Heimatland zurück.

### In Marokko und Mexiko (1854–1862)

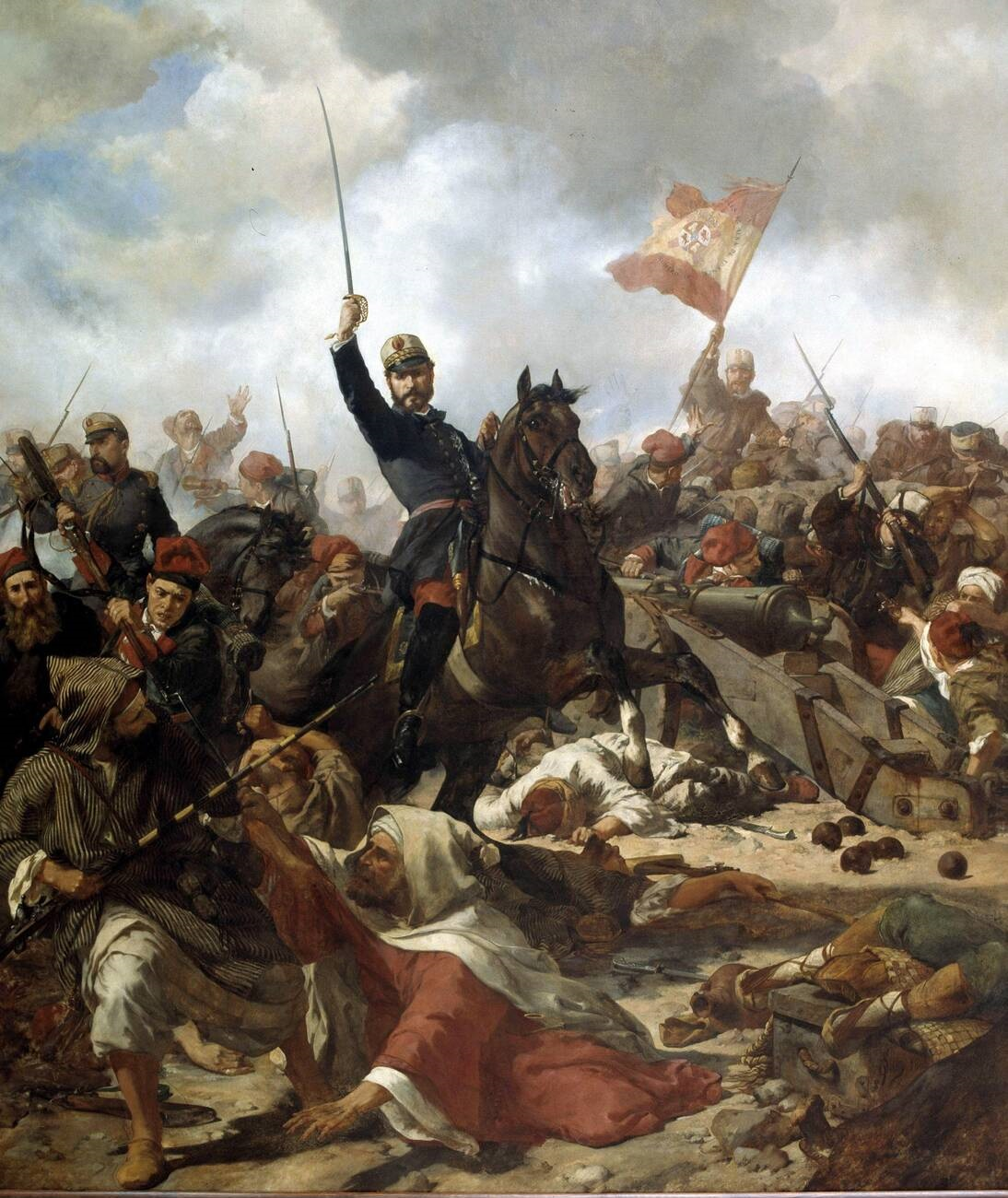
Juan Prim Schlacht Cabrerizas

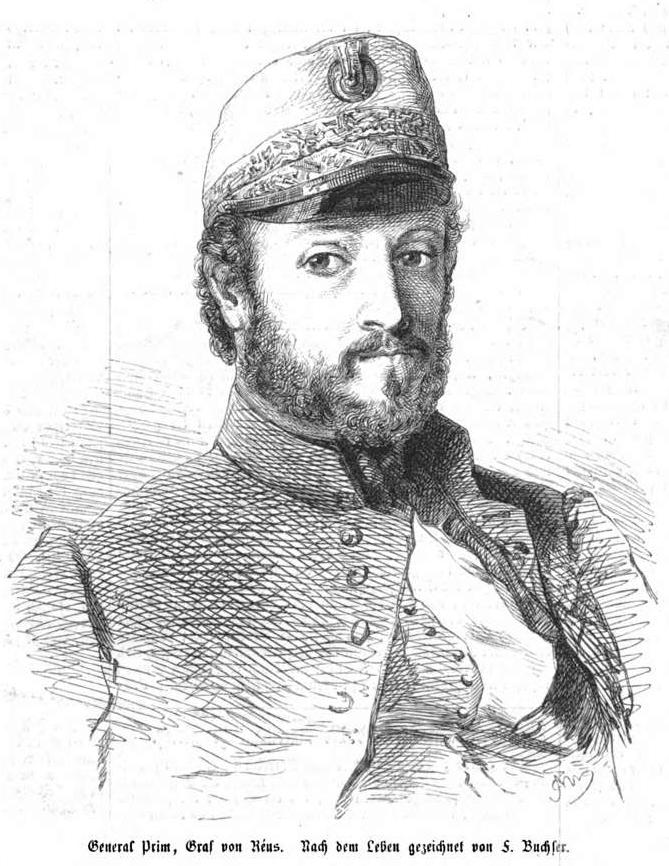
Juan Prim, 1862. Grafik von F. Buchser.

In Spanien hatten O’Donnell und Espartero ein Abkommen getroffen, um sich die Machtausübung zu teilen. Keiner von beiden war zur Unterstützung Prims bereit, der sich als Kandidat für die Cortes aufstellen ließ, die am 8. November 1854 gewählt wurde. Prim wandte sich daher zunehmend den Interessen der demokratie-orientierten Kräfte (der Republikaner und Sozialisten) zu und verband diese in seiner politischen Ausrichtung mit den Ideen der Progressistischen Partei, der er noch immer angehörte. Prim wurde in die Versammlung gewählt, übte dort jedoch kaum Einfluss aus. Er zog sich schließlich zurück und übernahm das Amt des Generalkapitäns von Granada. Hier bestand seine wichtigste Aufgabe in der Sicherung Melillas gegen Angriffe von Berbertruppen. Prim besiegte diese in einer Schlacht bei Cabrerizas. Im Jahr 1856 stieg er zum Teniente General (Generalleutnant), dem zweithöchsten Generalsrang der Infanterie auf, trat jedoch kurz darauf als Generalkapitän zurück, als O’Donnell von Espartero die Regierungsgewalt übernahm. Kurz darauf wurde O’Donnell zum Rücktritt gezwungen und mit Narváez kehrten die moderados in die Regierungsverantwortung zurück.
Prim kritisierte die Politik der Regierung Narváez und wurde daraufhin wegen „Mangel an militärischer Ehre“ festgenommen. Sein Militärprozess wurde in die Länge gezogen, um zu verhindern, dass sich Prim bei den folgenden Wahlen aufstellen ließ. Schließlich wurde Prim kurz vor den Wahlen zu sechs Monaten Festungshaft verurteilt, die er zunächst in Alicante verbüßte und die bald in Verbannung umgewandelt wurde. Trotz der Unmöglichkeit, Wahlkampf zu betreiben, wurde Prim für den Wahlbezirk Reus in das Parlament gewählt, konnte jedoch nicht an seinen Sitzungen teilnehmen. Nach sechs Monaten der neuen Regierung wurde ihm erlaubt, nach Vichy in Frankreich auszureisen.
Die Regierung Narváez stürzte kurz darauf und nach zwei kurzen Übergangsregierungen übernahm O’Donnell erneut die Regierung. Prim kehrte 1856 nach Spanien zurück und schloss sich der von O’Donnell neu gegründeten Liberalen Union an, weshalb er kurzzeitig die Progressistische Partei verließ.
In dieser Zeit kam es über die so genannte Mexikanische Frage, die aus offenen Forderungen Spaniens gegen Mexiko nach dessen Unabhängigkeit und Zwischenfällen im mexikanischen Bürgerkrieg seit 1858, bei denen Spanier getötet worden waren, entstanden waren, zur Diskussionen über eine Kriegserklärung an die ehemalige Kolonie. Prim sprach sich gegen den Krieg aus. Er wurde daraufhin der Parteigängerei mit Mexiko beschuldigt, da er mit einer Mexikanerin verheiratet war, die mit einem Minister der liberalen Regierung von Benito Juárez in Veracruz verwandt war. (Die Konservativen unterhielten seinerzeit eine eigene Regierung in Mexiko-Stadt, die von Spanien anerkannt war.)
O’Donnell lenkte derweil die Aufmerksamkeit auf Marokko, von wo aus wiederholt Angriffe auf Ceuta unternommen worden waren. Gleichzeitig bot dies eine Gelegenheit zur Ablenkung von innenpolitischen Krisen. Obwohl der Sultan von Marokko zu Genugtuungsleistungen bereit war, erklärte O’Donnell 1859 Marokko den Krieg. Prim bat um seinen Einsatz im Expeditionskorps gegen Marokko und wurde zum Kommandanten einer Reservedivision, die in Antequera aufgestellt wurde, ernannt. Mit seinen Einheiten und katalanischen Freiwilligen setzte er von Algeciras nach Ceuta über. In verschiedenen Gefechten, darunter in Los Castillejos (1. Januar 1860) und Wad Ras zeichnete sich Prim aus. In den Schlachten von Cabo Negrón und Tetuán war der Einsatz seiner Truppen entscheidend. Nach der Unterzeichnung des Friedens von Tetuán am 26. April 1860 kehrte Prim nach Spanien zurück. In Katalonien wurden ihm Ehrenempfänge bereitet, die Königin verlieh ihm den Titel eines Marquis von Los Castillejos. Prim wurde kurz darauf zum Direktor des spanischen Ingenieurskorps ernannt.
In Mexiko stürzten derweil die Truppen der Regierung Juárez die von Spanien anerkannte konservative Regierung Miramón und vertrieben 1861 den spanischen Botschafter. Die Regierung Juárez beschloss einseitig, die Staatsschuldtilgung auszusetzen. Die französische und die britische Regierung, die unter ähnlichen Maßnahmen litten, beschlossen daraufhin, die Zollstationen von Veracruz und Tampico zu besetzen, um ihre Schulden über die Zolleinnahmen einzutreiben. Am 17. Dezember 1861 landete Prim mit seinen Truppen in Veracruz. In der von der Zivilbevölkerung geräumten und militärisch abgeriegelten Stadt starben 800 Spanier, 335 Franzosen und eine Anzahl von Engländern wenig später am Gelbfieber „vómito negro“.
Im Oktober 1861 vereinbarte die spanische Regierung in der Londoner Konvention mit England und Frankreich die entsprechende gemeinsame Intervention in Mexiko. Prim übernahm die Führung des spanischen Expeditionskorps, musste aber bei seiner Ankunft in Havanna feststellen, dass die dortigen Truppenkontingente unter der Führung von Generalkapitän Serrano bereits nach Mexiko aufgebrochen waren und San Juan de Ulúa und Veracruz eingenommen hatten. Als Prim Anfang 1862 in Veracruz ankam, nahm er die Erklärungen Serranos für das verfrühte Aufbrechen an.
Die Gegend, in der die spanischen Truppen ihr Lager aufgeschlagen hatten, war von ungesundem Klima. Insbesondere das sogenannte Schwarze Erbrechen (Gelbfieber) dezimierte die Truppen und eine Expedition ins Landesinnere entwickelte sich zur Katastrophe. Die Befehlshaber erbaten daraufhin die Regierung Suárez, ihr Lager nach Orizaba verlegen zu dürfen, erhielten jedoch längere Zeit keine Antwort. Nach zwei Wochen wandte sich Prim persönlich an seinen Schwager, den Minister Echevarria, und erlangte die ersehnte Erlaubnis. Nach der Truppenverlegung begannen in Orizaba die Verhandlungen um die sogenannte Convención de la Soledad. Der französische Kaiser Napoléon III. hatte seinerzeit bereits beschlossen, Mexiko in ein Kaiserreich unter Regierung von Erzherzog Maximilian umzuwandeln und ersuchte Prim um Unterstützung bei diesem Vorhaben. Während der Verhandlungen in Orizaba teilte der französische Unterhändler am 15. April 1862 Prim mit, man werde die konservative Regierung, die diejenige von Juárez bekämpfte, unterstützen. Er beschuldigte Prim, dass dieser sich selbst zum Kaiser krönen wolle. Prim wies diese Anschuldigungen zurück und kündigte (ebenso wie die Engländer) den Rückzug seiner Truppen an, um nicht den Franzosen in die Hände spielen zu müssen. Dieser fand unter Billigung der spanischen Regierung am 25. April statt. Königin Isabella II. hatte sich gegen die Thronkandidatur des Habsburgers Maximilian ausgesprochen, obwohl die spanische Regierung offenbar zunächst Napoleon III. zufriedenstellen konnte. Prim reiste über Havanna und die Vereinigten Staaten nach Spanien zurück, wo er zunächst wegen seiner Haltung und Handlungen angefeindet wurde.

### Politische Intrigen in Spanien (1862–1868)
In Spanien legte Prim nach 1862 das Amt als Generaldirektor des Ingenieurskorps nieder und trat nach dem Sturz O’Donnells auch aus der Unión Liberal aus und erneut in die Progressistische Partei ein. Im Jahr darauf wurde Königin Isabella Taufpatin von Prims Tochter Isabel. Bei den Wahlen vom 14. November 1863 traten die Progressisten nicht an und suchten in der Folgezeit andere Wege, an die Regierung zu kommen, insbesondere die Annäherung an das Heer. Für den 6. Juni 1864 wurde ein Staatsstreich geplant, der aber ebenso wie ein weiterer zwei Monate später nicht zustande kam. Prim wurde daraufhin von der Regierung im August 1864 wegen angeblicher Verschwörung aufgefordert, sich ins Exil zu begeben. Nachdem er dies verweigerte, wurde er in Oviedo unter Hausarrest gestellt, jedoch kurz darauf durch eine neue Regierung unter Narváez amnestiert. Die Progressisten nahmen wiederum an der Ende 1864 stattfindenden Wahl nicht teil.
1865 verschärften sich die Repressionsmaßnahmen der Regierung gegen kritische Kräfte, die unter anderem für Demokratie eintraten und den Verkauf staatlichen Besitzes zur Finanzierung von Haushalt und Staatsschulden kritisierten. Verschiedenen Universitätsprofessoren, darunter Emilio Castelar, wurde die öffentliche Meinungsäußerung untersagt. In der sogenannten Nacht von Sankt Daniel (am 10. April 1864, dem Namenstag der Heiligen Daniel und Ezechiel) erreichten sie ihren Höhepunkt: Bei der blutigen Niederschlagung von Studentenprotesten, die aus progressistischen Kreisen initiiert waren, durch Guardia Civil und Kavallerie starben nach Angaben der linken Presse 14 Menschen und viele mehr wurden verletzt. Prim zettelte daraufhin eine erneute Verschwörung an, musste aber nach dem Scheitern eines von ihm initiierten Putsches in Valencia außer Landes – nach Frankreich – fliehen. Prim versuchte auf mehrfache Weise, nach Spanien zurückzukehren, unternahm aber allenfalls konspirative Reisen, über die Anekdoten und Legenden überliefert sind. In seinem Heimatland erwarb er sich den Ruf, Hauptfeind der amtierenden Regierung zu sein.
Die Königin entließ schließlich die Regierung Narváez und setzt erneut O’Donnell als Regierungschef ein. Dieser ließ alle Anschuldigungen und Drohungen gegen Prim fallen, der nach Spanien zurückkehrte. Entgegen den Erwartungen der neuen Regierung zettelte Prim erneut einen Putsch an, der am 2. Januar 1866 unter Beteiligung von Regimentern aus Aranjuez, Leganés und Alcalá de Henares von der Madrider Ortschaft Villarejo de Salvanés ausging. Dieser erreichte jedoch nicht die erwünschte Wirkung, so dass Prim und seine Mitverschwörer erneut fliehen mussten. Prim erreichte am 20. Januar Portugal, wurde dort jedoch bald ausgewiesen und begab sich nach London und kurz darauf nach Paris. Er entschied, nicht mehr die Progressisten durch einen Putsch an die Macht bringen zu wollen, sondern nunmehr durch eine von der Bevölkerung unterstützte Revolution.
Dennoch fand, allerdings unter Beteiligung von Zivilisten, am 21. Juni 1866 ein neuer Staatsstreich in Madrid statt. Hauptausgangspunkt war die Kaserne San Gil, wo die Unteroffiziere den Aufstand unterstützen und nach einigen Kämpfen die Kaserne in ihre Gewalt brachten. Am Abend des Folgetages hatten allerdings regierungstreue Truppen die Kämpfe in der Hauptstadt gewonnen. Viele der beteiligten Unteroffiziere und Gefreiten wurden erschossen. Prim, der als neuer Regierungschef eingesetzt werden sollte, hatte Frankreich noch nicht verlassen. Wenig später wurde er aus Frankreich ausgewiesen und begab sich  in die Schweiz nach Genf.
Von Genf aus berief Prim eine Versammlung progressistischer und demokratischer Vertreter Spaniens nach Ostende (Belgien) ein, die im August 1866 stattfand. Hier wurde ein Komitee unter Führung von Prim gebildet, das einen erneuten Staatsstreich, wiederum unter Beteiligung von Zivilisten, für August 1867 vorbereiten sollte. Prim verließ am 15. August 1867 Brüssel und begab sich auf dem Seeweg nach Tarragona und von dort nach Valencia. Da der geplante Aufstand nicht ausbrach, begab sich Prim nach Marseille und von dort an die französisch-spanische Grenze, von wo er sich zu gegebener Zeit nach Spanien begeben wollte. Er kehrte im September nach Genf zurück, nachdem die geplante Erhebung endgültig keinen Erfolg hatte. In Spanien ernannte derweil Königin Isabel aus Furcht vor dem Aufstand eine Regierung aus Kreisen der Progressistischen Partei.
Innerhalb eines Jahres starben die alten politischen Führer O’Donnell (der Unión Liberal) und Narváez (der Moderados). Der General Francisco Serrano Domínguez, Herzog von La Torre, wurde neuer Führer der Unión Liberal, während der neue Führer der moderaten Regierung, Luis González Bravo, mit einigen ungeschickten Entscheidungen den Übertritt vieler Generale und Militärs, darunter Juan de Zabala und der Admiral Juan Bautista Topete, zur Unión Liberal veranlasste. Topete bevorzugte einen Dynastiewechsel und die Einsetzung des Herzogs von Montpensier als König. Prim negierte aber auf Anfrage für die Progressisten die Unterstützung dieses Prätendenten. Prim selbst konnte nach Vichy übersiedeln, nachdem Napoleon III. seine Neutralität in diesen innerspanischen Angelegenheiten zugesagt hatte. Bald begab er sich allerdings wieder nach London. Schließlich waren die Kontakte zwischen den maßgeblichen Generälen geknüpft und ein neuer Umsturzversuch wurde unternommen.

### Die „Glorreiche“ Revolution (1868)
Prim verließ London am 12. September 1868 an Bord des Dampfschiffes Buenaventura, verkleidet als Diener des befreundeten Ehepaares Bark. Nach seiner Ankunft in Gibraltar gelangte er auf dem britischen Schlepper Adelia zur Fregatte Zaragoza, die mit anderen Schiffen ihres Geschwaders vor Cádiz lag.
Am 17. September 1868 fand in Cádiz unter der Leitung des Admirals Topete ein Pronunciamiento statt, das sich in den Folgentagen auf die Provinz ausweitete. Am 19. September erschien Juan Prim dort und wurde mit Hochrufen empfangen. Unter dem Vorsitz Topetes formte sich eine paritätisch besetzte Junta aus Mitgliedern der Unión Liberal, der Progressistischen und der Demokratischen Partei. Prim zog mit seinen Truppen die Mittelmeerküste hinauf und gewann die Städte Málaga (23.9.), Almería (25.9.), Cartagena (26.9.), und Valencia (2.10.) für die Aufständischen, bevor er am 3. Oktober mit großem Auflauf in Barcelona empfangen wurde. In der Nähe hatten die Generäle Blas Pierrad, Anselm Clave, José María Orense und Mariano Rossell die Republik Figueras ausgerufen. Am 1. Oktober war der progressistische General Baldrich nach Barcelona eingezogen. Prim begab sich von Barcelona nach Reus und von dort nach Madrid.
Er zog am 7. Oktober in Madrid ein, nachdem General Serrano am 28. September die königlichen Truppen bei Alcolea geschlagen hatte. In der von Serrano am 8. Oktober gebildeten provisorischen Regierung erhielt Prim das Kriegsministerium. Am 27. Oktober wurde er von Serrano zum Generalkapitän der Armee ernannt. Bei den Wahlen im Januar 1869 erhielten die Progressisten im Bund mit den gemäßigten Demokraten 160 Sitze, die Unión Liberal 65 Sitze, die Republikanische Partei 60 Sitze und die Carlisten 30 Sitze. Prim als Führer der Progressisten fiel damit eine entscheidende Rolle zu. Für die neue Verfassung setzte er die Beibehaltung der Monarchie als Staatsform durch und nominierte Serrano als Regenten. Durch die Verleihung dieses prestigereichen, aber einflusslosen Amtes an Serrano zog er diesen politisch aus dem Verkehr. Prim selbst wurde von Serrano als Ministerpräsident an die Spitze des Kabinetts berufen, in dem Prim zudem das Kriegsministerium besetzte. Dem Kabinett gehörten zu gleichen Teilen Minister der Progressistischen Partei und der Unión Liberal an.

### Die Suche nach einem König (1869/70)
Bezüglich der Neubesetzung des Throns bevorzugten die Progressisten die Kandidatur Ferdinands von Coburg, des Vaters des portugiesischen Königs Ludwig I., während die Unionisten weiterhin Montpensier bevorzugten. Die Kandidatur Ferdinands scheiterte an seiner morganatischen Ehe mit einer Tänzerin und am Widerstand des Kandidaten gegen das Verbot einer Personalunion der Kronen von Spanien und Portugal (dessen Überwindung der Wunsch vieler seiner Anhänger war).
Die Kandidatur Montpensiers wurde von Prim energisch zurückgewiesen. Darüber hinaus schlug er den Ausschluss aller Linien der Bourbonen von der spanischen Thronfolge vor. Er bot die Krone daraufhin dem Herzog Amadeus von Aosta und Prinz Leopold von Hohenzollern-Sigmaringen an, die aber beide ablehnten. Daraufhin bot Prim den Thron dem 16-jährigen Herzog von Genua an. Topete hatte dem zugestimmt unter der Bedingung, dass der Herzog von Genua eine der Töchter Montpensiers heirate. Die Kandidatur wurde in den Cortes mit 128 zu 52 Stimmen angenommen. Aber der Herzog von Genua lehnte den spanischen Thron ab.
Prim bot daraufhin die Krone dem altgedienten General und Staatsmann Baldomero Espartero an, der sie aber ebenfalls ablehnte. Prim wandte sich daraufhin nochmals an den Prinzen von Hohenzollern-Sigmaringen, der schließlich erklärte, die Krone zu akzeptieren, wenn mehr als zwei Drittel der Abgeordneten der Cortes für ihn stimmten (das Gesetz sah lediglich die absolute Mehrheit vor). Allerdings traf die Erklärung Leopolds erst nach Ende der Sitzungsperiode ein, so dass keine Abstimmung stattfinden konnte. Der von Seiten Frankreichs geäußerte Widerstand gegen die Besetzung des spanischen Throns mit einem Preußen führte schließlich dazu, dass Leopold seine Zusage zurücknahm und von der Kandidatur zurücktrat.
Von etwa Mai bis Juni gab es ein Ränkespiel zwischen deutscher und französischer Regierung um den Thronkandidaten, das zum Deutsch-Französischen Krieg (1870/71) führte (Anlass: Emser Depesche).
Nach dem erfolglosen Verlauf der Königssuche bot Prim die Krone erneut Amadeus, dem Herzog von Aosta, an, der sich schließlich unter der Bedingung des Einverständnisses der europäischen Mächte bereit erklärte, den spanischen Thron zu besteigen. Nachdem das Einverständnis eingeholt war, wurde der Herzog am 26. November 1870 mit 191 Stimmen durch die Cortes zum König gewählt und brach am 27. Dezember nach Spanien auf, um als Amadeus I. vereidigt zu werden.
Prim wurde am Abend desselben Tages im Anschluss an eine Parlamentssitzung in seiner Kutsche von mehreren Männern angehalten. Diese eröffneten das Feuer auf den Ministerpräsidenten, der nach bisheriger Meinung am 30. Dezember 1870 an den Folgen verstarb, nachdem er von der Abreise Amadeus’ erfahren hatte.
Am 19. November 2012 veröffentlichte die gerichtsmedizinische Fakultät der Universität Reus die durch Lichtbilder erhärteten Ergebnisse ihrer Untersuchungen an dem auf natürliche Weise mumifizierten Leichnam Prims. Danach wurde eindeutig festgestellt, dass Prim mittels einer Schnur oder eines Lederriemens erdrosselt wurde und somit nicht unmittelbar an den Folgen der bei dem Attentat erlittenen Verletzungen verstarb. Es erscheint wahrscheinlich, dass die Attentäter, nachdem Prim offenkundig nicht sofort am Ort des Anschlags starb, der Kutsche folgten, mit der der Verletzte vom Anschlagsort zum Palacio de Buenavista floh, der damals als Kriegsministerium fungierte, und ihn möglicherweise noch in derselben Nacht auf diese Weise ums Leben brachten.
Die Hintergründe des Attentates wurden nie gänzlich geklärt. Als Auftraggeber gilt der republikanische Abgeordnete José Paúl y Angulo. Die vielfach vermutete Verwicklung Serranos und Montpensiers kann bisher weder stichhaltig belegt noch ausgeschlossen werden.